# Chieuti
Chieuti es una localidad y comune italiana de la provincia de Foggia, región de Apulia, con 1.761 habitantes.

## Evolución demográfica
| Gráfica de evolución demográfica de Chieuti entre 1861 y 2001 |
|                                                               |
| Fuente ISTAT - elaboración gráfica de Wikipedia               |